# Florina (unidade regional)
Florina (ou ainda: Flórina, Florinis; em grego: Φλώρινα) é uma unidade regional da Grécia, localizada na região da Macedônia Ocidental. Sua capital é a cidade de Florina.